# Selecció de bàsquet de Bèlgica
La Selecció de bàsquet de Bèlgica és l'equip format per jugadors de nacionalitat belga que representa la Federació de Bàsquet de Bèlgica en les competicions internacionals organitzades per la Federació Internacional de Bàsquet (FIBA) o el Comitè Olímpic Internacional (COI).

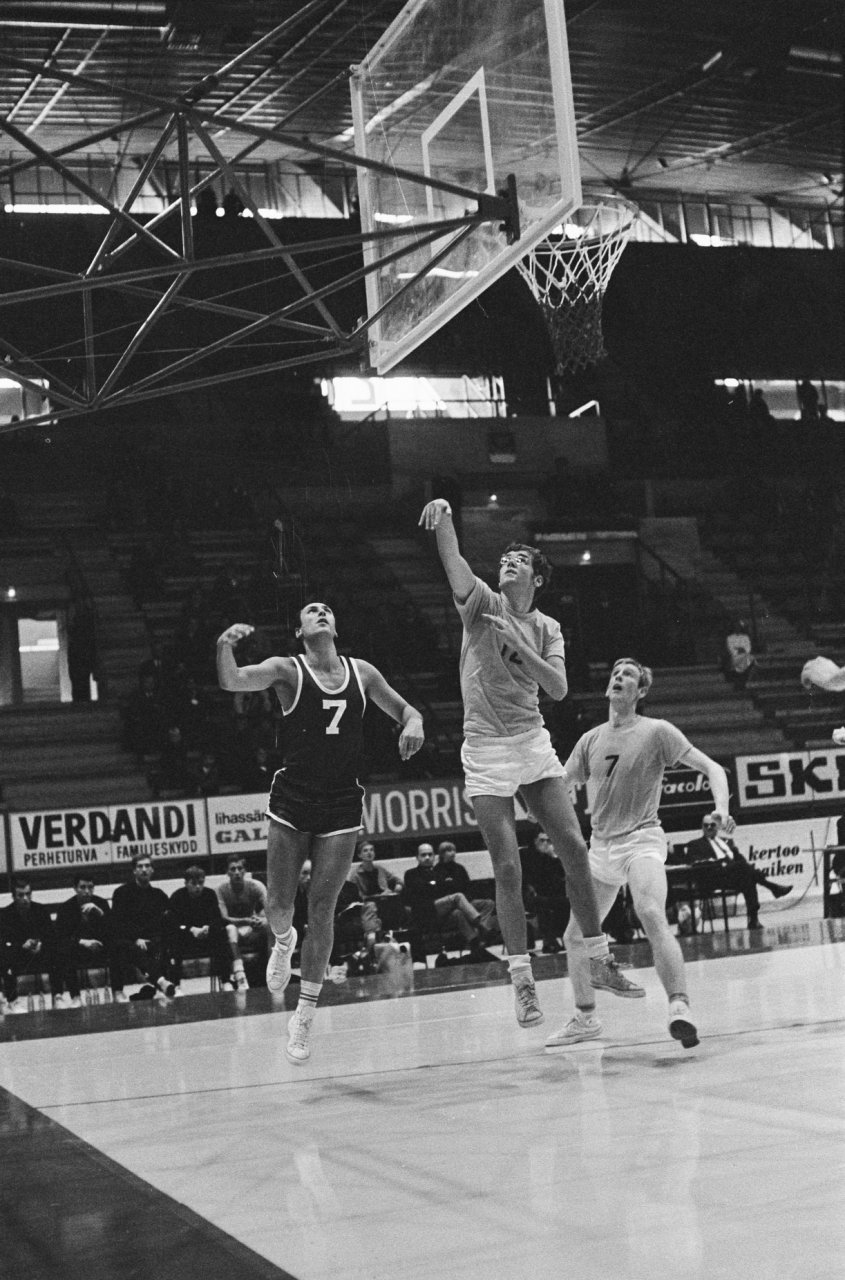
Holanda contra Bèlgica a l'Eurobasket de 1967.

## Classificacions

### Jocs Olímpics
- 1936 - 19
- 1948 - 11
- 1952 - 17

### Campionats europeus
- 1935 - 6
- 1946 - 7
- 1947 - 6
- 1951 - 7[1]
- 1953 - 10[2]
- 1957 - 12[3]
- 1959 - 7[4]
- 1961 - 8[5]
- 1963 - 8[6]
- 1967 - 15[7]
- 1977 - 8[8]
- 1979 - 12
- 1993 - 12[9]
- 2011 - 21[10]
- 2013 - 9[11]
- 2015 - 9[12]
- 2017 - 19[13]
- 2022 - 14[14]

## Jugadors destacats
- Eddy Terrace [a]
- René Aerts
- Ronny Bayer
- Christophe Beghin
- Marc Deheneffe
- Axel Hervelle
- Jean-Marc Jaumin
- Dimitri Lauwers
- Didier Mbenga
- Rik Samaey
- Thomas van den Spiegel
- Jacques Stas
- Lionel Bosco
- Eric Struelens
- Jef Eygel
- Olivier Rorive
- Guy Muya